# Sciomesa biluma
Sciomesa biluma är en fjärilsart som beskrevs av Nye 1959. Sciomesa biluma ingår i släktet Sciomesa och familjen nattflyn. Inga underarter finns listade.